# Пудґала
Пудґала (санскр. puggala, дос. «особистість», кит.: 补特伽罗) — санскритський термін з філософії буддизму та джайнізму, що означає, в залежності від контексту, «тіло, матерія; індивід, его».

## Буддизм
У буддизмі пудґала означає суб'єкт, який постійно перевтілюється. Однак ця концепція була визнана лише певними школами буддизму, які називалися пудґалавадінами, себто «послідовниками вчення про пудґалу». Такими були вайбгашики, до яких належав і Васубандгу.
Цей термін, як і інші, що позначають сутність, «я», такі як атман, загалом представляє в буддизмі лише просте позначення у вираженні загальноприйнятої істини (палі vohāra-vavana). В остаточному розумінні (палі paramattha) існують лише явища, що перебувають у вічній трансформації (див. скандга).
Мета буддизму — дати можливість людині вийти з болісної реінкарнації. Через помилкове уявлення про те, що «я» і зовнішній світ є реальним існуванням, і для того, щоб гарантувати нормальне, якщо не щасливе, життя, «я» часто вступає в конфлікт з іншими, через що може бути скоєна погана тілесна, оральна або ментальна карма, яка неминуче призведе до відплати.
Щоб через незнання не сприймати цей кармічний суб'єкт як «я», в буддизмі він називається пудґала. Ця пудґала змінюється відповідно до своєї карми; вона є радше об'єктом, підвладним закону причини й наслідку, ніж суб'єктом, яким «я» може розпоряджатися, як йому заманеться.
Правильне розуміння цього важливого моменту тісно пов'язане з пробудженням, яке є досконалим розумінням абсолютної істини. Будда проповідував дванадцять видів сутр і вісімдесят чотири тисячі методів для звільнення стражденних істот, але анатман пудґала і дхарми є одним з найбільш важливих моментів, саме для роз'яснення цього ключового моменту бодхісаттва Васубандху написав трактат «Чисті двері ста дхарм Махаяни» (санскр. Mahāyāna śatadharma prakāśamukha śāstra; кит.: 大乘百法明门论).

## Джайнізм
У джайнізмі пудґала є синонімом матерії, інертної матерії, що населяє Землю, нечутливої матерії. Вона є частиною драв'ї так само, як дживи: душі, наприклад, або космосу: акаса. Якості пудґали називаються ґунами: колір, дотик, смак і запах.